# Клан (1. сезона)
Прва сезона криминалистичко-драмске телевизијске серије Клан емитовала се од током 2020-2021. године на Суперстар ТВ. Прва сезона се састоји од 8 епизода.

## Радња
"Клан " је серија аутора Слободана Скерлића, која у осам епизода, драмским и трагикомичним тоном приказује два провинцијална пробисвета и њихово пробијање до врха подземља. Оно је у уској спрези са митом, корупцијом и повезаношћу са различитим слојевима друштва - криминалцима, политичарима, полицијом, тајним службама, паравојним формацијама... 
Замишљена је као савремена акциона драма фуриозног ритма, као један дубок и до сада невиђен увид у само срце криминалних организација и њихових многобројних послова.

## Епизоде
| Бр. еп. (укупно) | Бр. еп. (у сезони) | Наслов     | Редитељ       | Сценариста    | Премијера          |
| --- | ------------------ | ---------- | ------------- | ------------- | ------------------ |
| 1 | 1                  | Дно        | Бобан Скерлић | Бобан Скерлић | 25. децембар 2020. |
| Српско подземље, и не само оно, уздрмано је спектакуларном ликвидацијом Тигра, великог мафијашког боса. Равнотежа у подземљу је поремећена и очекује се нова подела плена за коју су сви заинтересовани. На сасвим другом крају спектра, Шок и Паша, два ситна криминалца из провинције дилују украдене ауто делове. Стицајем околности, краду аутомобил супруге важног криминалца, Бубона, који их убрзо проналази и нуди им договор. Опростиће им грешку, ако одраде један посао за њега.                                                                                            |                    |            |               |               |                    |
| 2 | 2                  | Диван дан  | Бобан Скерлић | Бобан Скерлић | 25. децембар 2020. |
| Са више среће но памети Шок и Паша, уз помоћ свог комшије Благоја успевају да ликвидирају мету. Бубон је задовољан, укључује их у посао и нуди им да дилују хероин на улицама. Шок и Паша не знају ништа о диловању, не сналазе се, те позивају Фуртулу, Бубоновог дилера да им помогне. Посао креће. Шок се заинтересује за Јуцу, отреситу девојку која ради у оближњој цвећари. Паша је већ извесно време у вези са Бебом, скромном и не претерано паметном девојком, која не разуме најбоље чиме се њих двојица баве. Врло брзо њихов посао наилази на проблеме.                    |                    |            |               |               |                    |
| 3 | 3                  | Дил        | Бобан Скерлић | Бобан Скерлић | 1. јануар 2021.    |
| Паша, Благоје и Тале, неуравнотежени криминалац из провинције, успевају да ликвидирају Крајишника. Бубон открива Шоку да је то тек почетак решавања проблема, морају да се побрину за Крајишникове људе и најзад за Џбуна који је по природи ствари сад наследио Крајишникове послове. Француз, командос, открива Шоку да зна да је он ликвидирао Крајишника. Пита га да ли би радио за њега, јер Служба жели да се отараси Тигрових убица и тако рашчисти подземље. Паши почиње да смета што је Шок постављен за вођу клана.                                                          |                    |            |               |               |                    |
| 4 | 4                  | Фирма      | Бобан Скерлић | Бобан Скерлић | 1. јануар 2021.    |
| У једној крајње импровизованој акцији, на наговор Бубона, Мита Мишић убије Галона, Бубоновог конкурента и човека чије име је на Французовој листи. Шоку се не свиђа што је Бубон искористио његовог човека, долази до првог сукоба који се брзо изглади јер Бубон среди да Пашу пусте из затвора. Шок и Паша се посвећују организовању свог Клана, успостављају хијерархију и организацију, развија се трговина дрогом и други послови. Праве се планови за нове ликвидације. Фирма се захуктава. Посебно се посвећују фудбалском клубу који су преузели од Џбуна, намештају утакмице. |                    |            |               |               |                    |
| 5 | 5                  | Служба     | Бобан Скерлић | Бобан Скерлић | 8. јануар 2021.    |
| На одласку са Галонове сахране, Паша са екипом спрема "сачекушу" најближим сарадницима покојника. Док се они крију, како би бука око убиства прошла, Француз има састанак са председником државе. Након кратког конвенционалног разговора председник препушта Француза свом шефу кабинета који га моли за услугу. Бубон шаље Шока и Пашу у Тутин како би се срели са Липом и Фејзом, његовим добављачима наркотика, преузели новац и договорили нове испоруке. Француз саопштава Шоку ко је следећа мета.                                                                              |                    |            |               |               |                    |
| 6 | 6                  | Фелш       | Бобан Скерлић | Бобан Скерлић | 8. јануар 2021.    |
| Паша са екипом ликвидира тражену мету, али прави велику грешку. Француз решава ствар и прва сарадња је прошла успешно. Шок се посвећује даљем развијању послова своје групе, преузима и ангажује људе, уцењује Футрулу да ради за њега. Све више и више ради иза Бубонових леђа, док му с друге стране помаже у дневним пословима. Преко Французових веза долазе у контакт са председником општине насеља где ће подигнути своје царство. Нуде се да финансирају политичку партију којој он припада.                                                                                   |                    |            |               |               |                    |
| 7 | 7                  | Патагонија | Бобан Скерлић | Бобан Скерлић | 15. јануар 2021.   |
| Из поновљеног покушаја клан успева да елиминише Ђунту. Шок је презаузет изградњом породичне куће, малтретира раднике и предузимаче, све више се поставља као шеф читаве екипе. Крле и Татић добијају задатак да убију Мустру, вођу екипе која држи територију коју Шок жели да има за себе. Шок и Паша траже од Бубона да им да проценат од послова које су развили, он их грубо одбија. Паша открива Шоку срећне вести. |                    |            |               |               |                    |
| 8 | 8                  | Кандидати  | Бобан Скерлић | Бобан Скерлић | 15. јануар 2021.   |
| Појављује се проблем када за убиство министра почиње да се сумњичи Клан. Бубон позива уредника једног часописа који му је дужник, и наређују Шоку да му као заштићен извор сложи причу ко су убице Министра њихове недавне жртве. Шоку читава акција даје идеју да крене да се бави и медијским бизнисом, наговара Обрада да му прода часопис. Док је Пашино весеље у току, одвија се велика, заједничка акција Француза и клана. |                    |            |               |               |                    |